# Cistude
Emys orbicularis
Espèce
Statut de conservation UICN

 NT  : Quasi menacé
Statut CITES
La Cistude (Emys orbicularis) est une espèce de tortues de la famille des Emydidae. En français elle est également appelée Cistude d'Europe, Tortue de Brenne, Tortue des marais ou Tortue bourbeuse, ces deux dernières appellations étant ambiguës (elles peuvent désigner d'autres espèces de tortues). C'est une petite tortue d'eau douce, palustre et carnivore, d'Europe, classée « quasi-menacée » (NT) par l'Union internationale pour la conservation de la nature (UICN).

## Étymologie du nom
Le mot « cistude » vient de la contraction de deux mots latins : cista (« panier, corbeille ») et testudo (« tortue »).

## Répartition

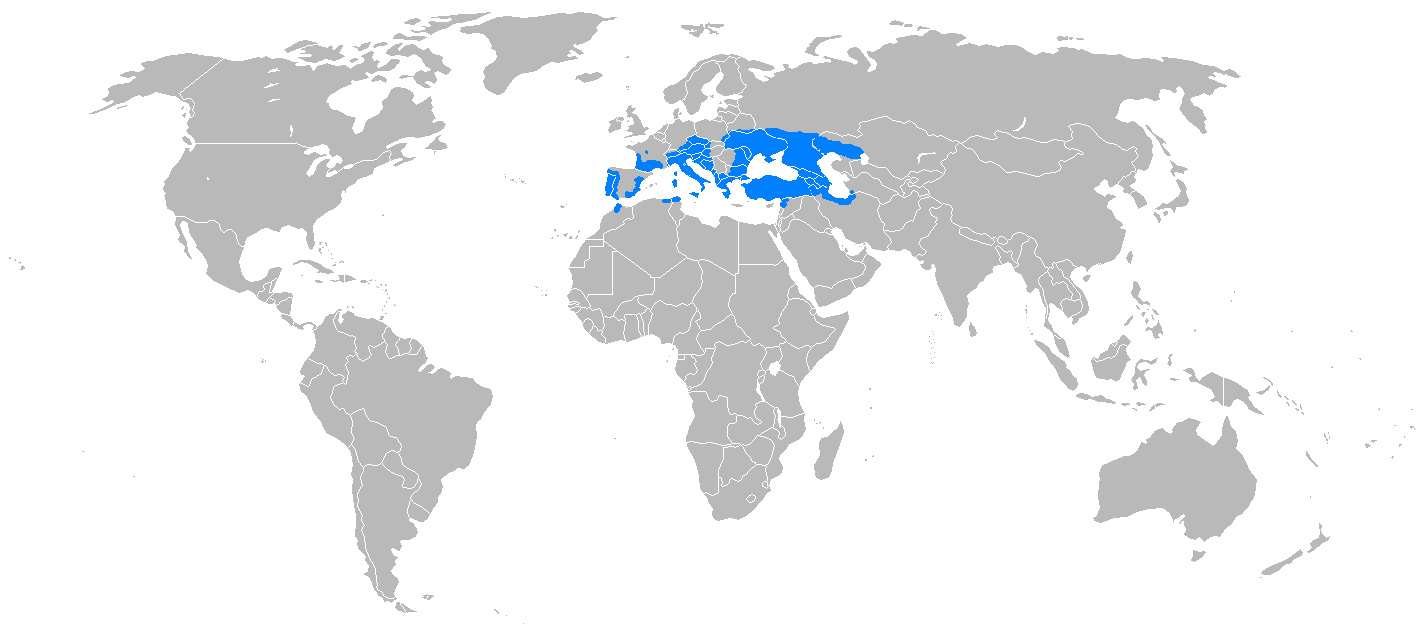
Aire de répartition de Emys orbicularis.

La cistude est répandue dans presque toute l'Europe, sauf dans les régions centrales et dans le nord. Elle est en forte régression dans le sud de la France mais reste présente dans huit région : Auvergne-Rhône-Alpes, Bourgogne-Franche-Comté, Centre-Val de Loire, Corse, Nouvelle-Aquitaine, Occitanie, Provence-Alpes-Côte d'Azur et Grand Est. Au delà de l'Europe, on la rencontre en Afrique du Nord et au Moyen-Orient.
La cistude a disparu de Suisse au début du XXe siècle, elle est en voie de réintroduction depuis 2010. Elle figure toujours sur la liste rouge des reptiles menacés de Suisse.

## Habitat

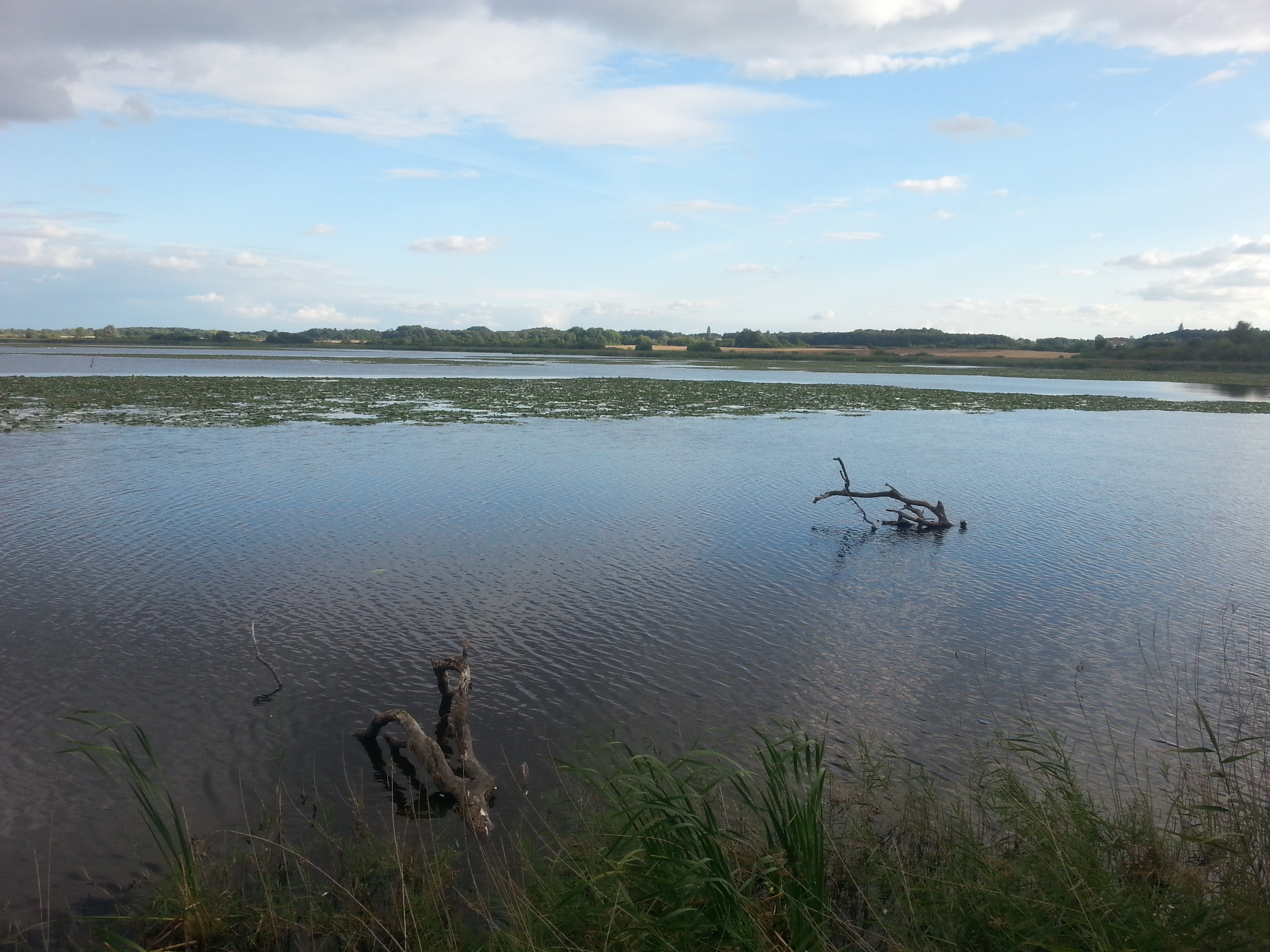
L'étang Cistude, dans la réserve naturelle nationale de Chérine, dans la Brenne, fait partie d'un milieu favorable à la reproduction et à la vie des cistudes.

La cistude passe la plupart de son temps dans des milieux boueux (ce qui lui vaut parfois le surnom de « tortue boueuse »). Elle vit donc dans les canaux, les tourbières, les bras de rivière, les étangs, les eaux saumâtres et dans tous les autres milieux aquatiques où elle trouve des végétaux. Elle a besoin d'un sol meuble ou sableux et de zones ensoleillées à proximité pour déposer ses œufs.

### Indices de présence
On peut percevoir les traces de la tortue cistude par des œufs éventrés par des corbeaux, belettes, ou rats, ou par des œufs éclos. En Brenne, un autre moyen de savoir si un étang est habité par des cistudes est de regarder les poissons morts flottants à la surface de l'eau. Il arrive que ces cadavres soient secoués inexplicablement, ce qui s'explique par le fait que les cistudes, charognardes à l'occasion, se nourrissent par le dessous de ces poissons morts.

## Description

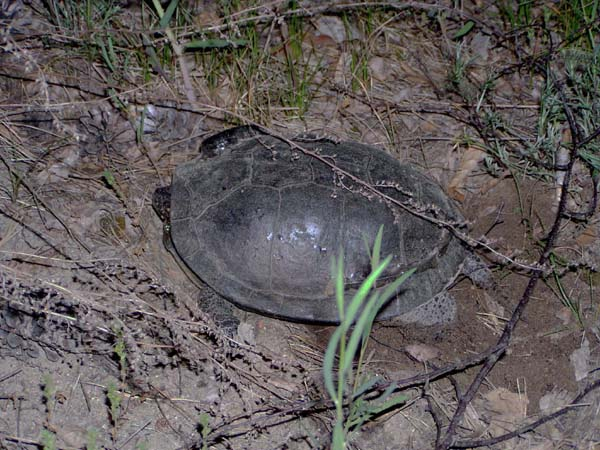
Cistude dans la vase.

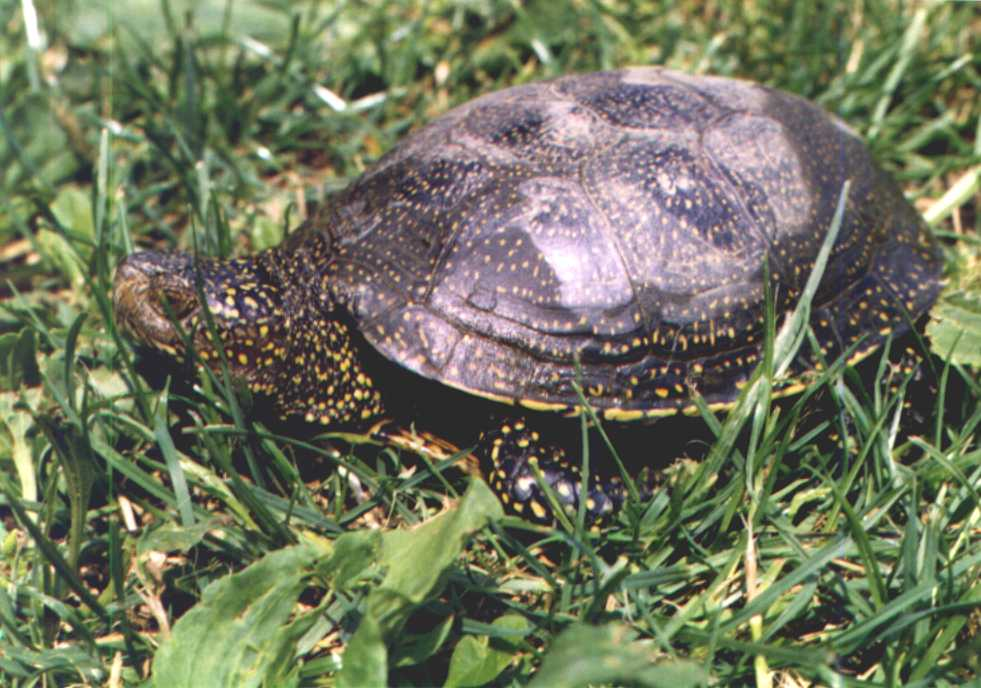
Cistude d'Europe.

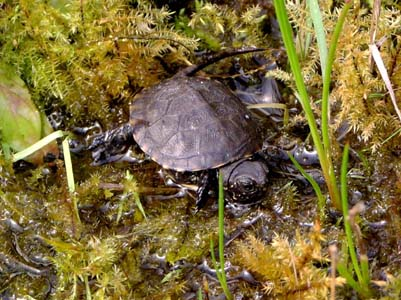
Jeune Cistude.

C'est une tortue de petite taille, en moyenne 14 cm, au maximum 20 cm, avec une carapace légèrement bombée, rappelant la forme d'un galet. Cette carapace est lisse, brun foncé-noirâtre avec des rayures et des taches jaunes. Le plastron est brun avec un dessus jaunâtre. La peau est constellée de points jaunes. La queue est assez longue, même pour les femelles, et plus encore chez les jeunes.
Les jeunes individus et les femelles ont les yeux jaunes tandis que les mâles ont les yeux rouges. Les mâles ont aussi une carapace plus plate que les femelles et sont généralement plus petits. Ils ont une queue presque aussi longue que leur carapace. Le plastron (ventre) du mâle est plus concave et creux que celui de la femelle, de façon à s'emboîter sur le dos de celle-ci, et ainsi être plus stable lors de l'accouplement.

## Taxonomie

### Liste des sous-espèces
Selon le TFTSG (8 janvier 2012) :
- Emys orbicularis eiselti Fritz, Baran, Budak & Amthauer, 1998
- Emys orbicularis fritzjuergenobsti Fritz, 1993
- Emys orbicularis galloitalica Fritz, 1995
- Emys orbicularis hellenica (Valenciennes, 1832)
- Emys orbicularis ingauna Jesu, Piombo, Salvidio, Lamagni, Ortale & Genta, 2004
- Emys orbicularis occidentalis Fritz, 1993
- Emys orbicularis orbicularis (Linnaeus, 1758)
- Emys orbicularis persica Eichwald, 1831

En France, on rencontre E. o. orbicularis, ainsi que E. o. galloitalica et E. o. occidentalis. Les sous-espèces peuvent s'hybrider.

### Synonymes
Au fil du temps, la cistude a été décrite sous de très diverses dénominations scientifiques, parmi lesquelles on trouve notamment les suivantes :
- Testudo lutaria Linnaeus, 1758
- Testudo europaea Schneider, 1783
- Testudo pulchella Schoepff, 1801
- Emys turfa Meyer, 1835
- Emys lutaria borealis Nilsson, 1841
- Cistudo anhaltina Giebel, 1866
- Emys lutaria taurica Mehnert, 1890
- Emys europaea sparsa Dürigen, 1897
- Emys europaea concolor Dürigen, 1897
- Emys europaea punctata Dürigen, 1897
- Emys orbicularis aralensis Nikolsky, 1915
- Emys orbicularis luteofusca Fritz, 1989
- Emys orbicularis colchica Fritz, 1994
- Emys orbicularis hispanica Fritz, Keller & Budde, 1996
- Emys orbicularis capolongoi Fritz, 1995
- Emys orbicularis lanzai Fritz, 1995
- Cistuda hellenica Valenciennes in Bibron & Bory de Saint-Vicent, 1832
- Emys antiquorum Valenciennes in Bory de Saint-Vincent, 1833
- Emys orbicularis atra Werner, 1897
- Emys europaea maculosa Dürigen, 1897
- Emys europaea persica Eichwald, 1831
- Emys europaea iberica Eichwald, 1831
- Emys orbicularis orientalis Fritz, 1994
- Emys orbicularis kurae Fritz, 1994

## Mode de vie

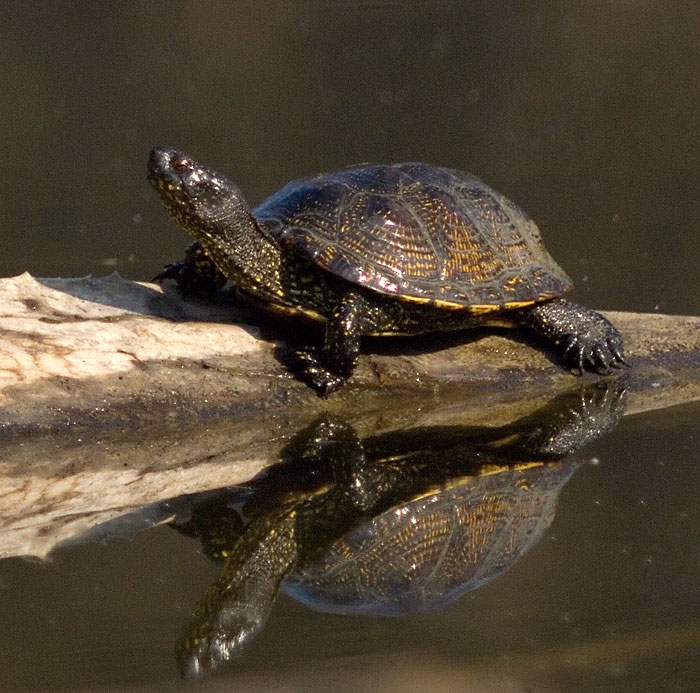
Cistude se chauffant au soleil.

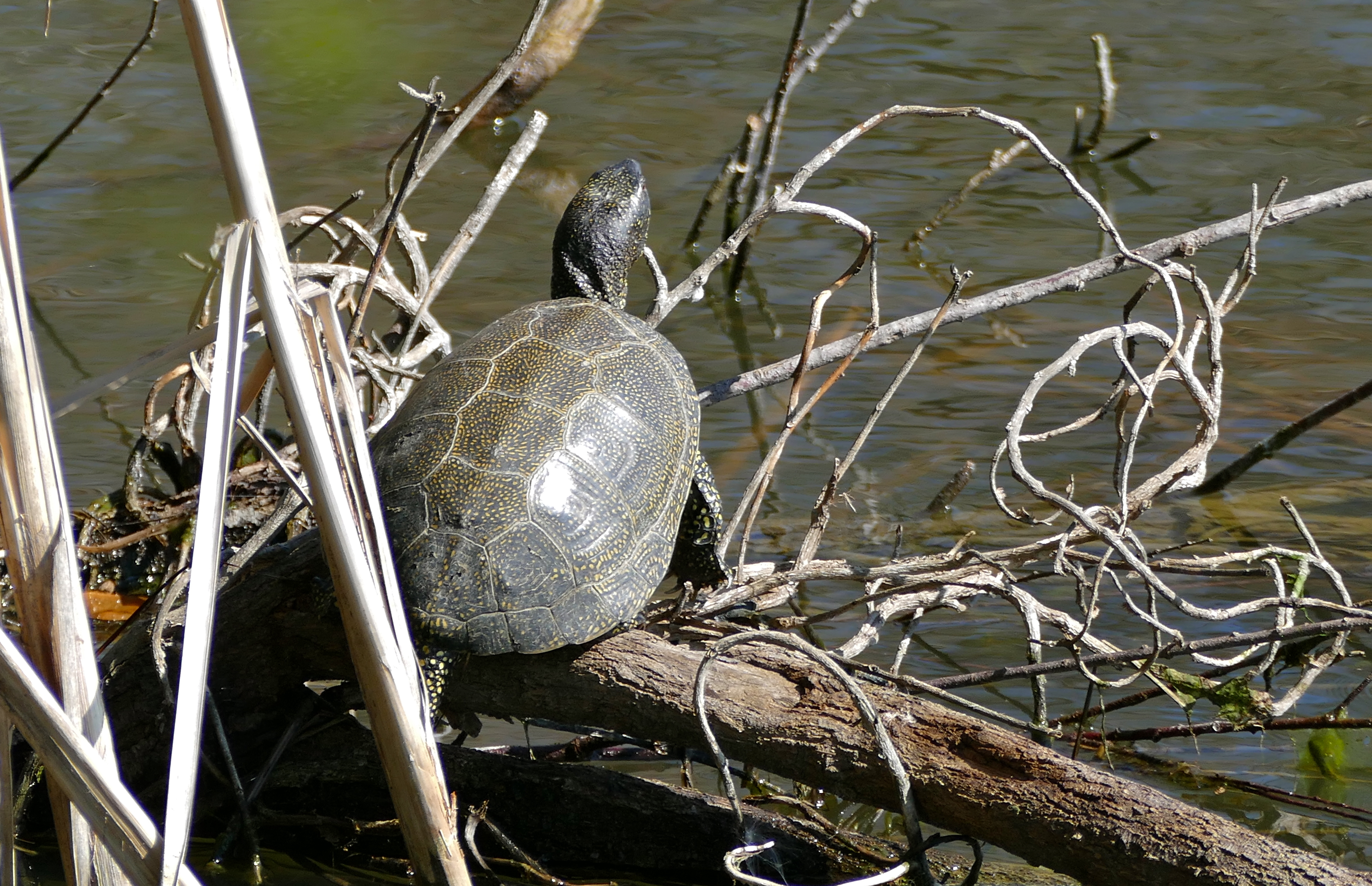

Cette petite tortue est essentiellement diurne. Plutôt méfiante et craintive, la cistude est surtout active aux heures les plus chaudes de la journée. Elle passe une grande partie de son temps posée sur des troncs émergés ou à flotter à la surface de l'eau, toujours prête à s'enfuir à la moindre alerte.
À l'automne, la cistude s'enfouit dans la vase qui la protège du gel, pour redevenir active au printemps.
La cistude est un animal très discret, très farouche, et plonge au moindre bruit, ce qui la rend très difficile à repérer. Mais avec patience, on peut parfois l'apercevoir se chauffant au soleil sur un rocher au milieu d'un ruisseau. Elle fait cela par groupes de dizaines d'individus, surtout en milieu de matinée. De plus, son aspect grisâtre et terne et sa carapace arrondie lui permettent de se confondre avec des galets au fond des ruisseaux.
Elle bénéficie d'une vie assez longue : de 60 à 70 ans environ (jusqu'à 100 ans en captivité).

### Reproduction

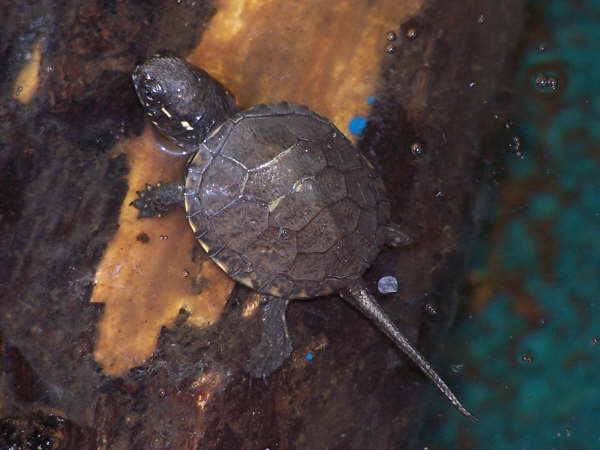
Jeune cistude âgée de 3 mois.

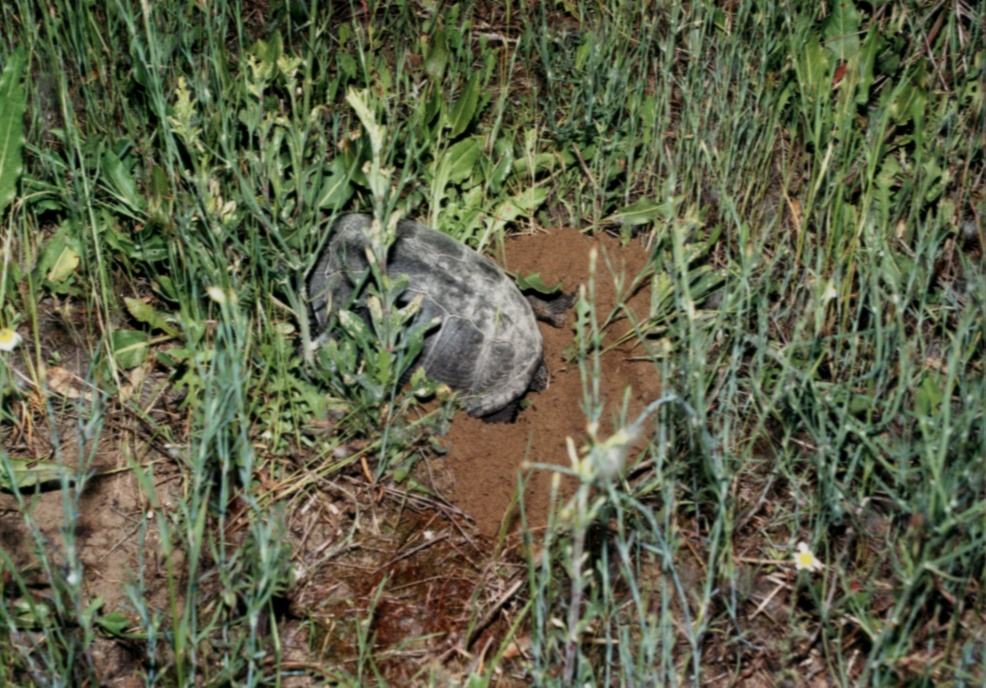
Cistude femelle en train de pondre.

Entre début avril et fin mai, commence la saison de reproduction chez la cistude. On remarque un mâle en rut à ses yeux plus rouges qu'à l'ordinaire et à une certaine agressivité, surtout envers les femelles.
L'accouplement des cistudes se déroule généralement sous l'eau et se passe normalement assez rapidement. Le mâle mord la nuque et les pattes de la femelle pour l'empêcher de tendre le cou et la maintient fermement sous l'eau, en l'empêchant d'avancer, s'agrippant au rebord de sa carapace.
Quelques semaines plus tard, c'est-à-dire dans une période comprise entre mi-mai et début juillet, la femelle quitte l'étang et se dirige vers une pelouse bien orientée au soleil et qui ne craint aucune inondation. Lors de ce déplacement qui peut aller jusqu'à 800 m environ, la tortue est parfois victime d'écrasement, par des voitures ou des vaches. Elle pond et dépose ses œufs dans un trou de 6 à 12 cm de profondeur qu'elle creuse dans la terre meuble avec ses membres postérieurs. Si la terre est trop dure à creuser, la tortue est capable de l'ameublir en libérant progressivement les quelques centilitres d'eau qu'elle aura préalablement stockée dans son corps. La couvée compte entre 3 et 16 œufs, avec une moyenne de 7 à 8. Ces œufs sont blancs, très fermes et de forme elliptique. Ils pèsent de 6 à 8 g.
L'éclosion se produit environ 3 mois après la ponte ou après l'hivernation : les nouveau-nés pèsent 5 à 6 grammes. Ils meurent souvent après en se frayant un chemin vers l'air libre, où ils sont chassés par de nombreux prédateurs : renards, blaireaux, hérons ou corbeaux. Elles ne sont pas encore aptes à se reproduire et ne sont adultes qu'au bout de 10 à 12 ans.
Adulte, la cistude n'a plus guère d'ennemis que les installations humaines et d'autres espèces de Emydidae telle que Trachemys scripta elegans, devenue invasive et sujette à transmettre ses propres parasites.

### Alimentation
La cistude est principalement carnivore, bien qu'avec l'âge elle se nourrisse de plus en plus de végétaux. Elle se nourrit d'insectes aquatiques, d'alevins (jeunes poissons), de vers, de mollusques, de crustacés, de têtards ; elle pousse même jusqu'à la nécrophagie en mangeant de petits animaux morts et cadavres de poissons. Il lui arrive aussi de happer des libellules au vol en se dissimulant dans la végétation.

## Protection

### France
La cistude est intégralement protégée en France, mais dans certaines aires de sa répartition, ses effectifs diminuent fortement. Autrefois cette tortue était très commune en Europe, mais son déclin est dû à deux principaux facteurs :
- Sa consommation par les populations (jusqu'au début du XIXe siècle dans le sud de la France).
- La pollution et les activités humaines, la principale cause de la diminution des populations de cistudes : la canalisation, bétonnage et pollution des cours d'eau abîment les biotopes de la cistude ; les incendies également la menacent.

La cistude pourrait souffrir aussi en France d'une concurrence sur sa niche écologique avec la Tortue de Floride (Trachemys scripta elegans) et la Tortue hargneuse (Chelydra serpentina). Néanmoins, aucune étude n'a pour l'instant permis de mettre en évidence la compétition entre ces deux espèces.
Il n'y a qu'en Afrique du Nord qu'elle est encore abondante.
En France, la cistude fait partie des espèces figurant sur les listes établies pour l’application des articles L. 411-1 et L. 411-2 du code de l’environnement (tout comme Testudo hermanni et Mauremys leprosa) et, ne faisant pas partie des espèces soumises à détention libre ou à simple déclaration, elle ne peut être détenue et élevée qu’au sein des « établissements d’élevage » avec nécessité pour un particulier d’avoir le certificat de capacité pour cette espèce. Chaque tortue détenue doit être inscrite dans le registre des entrées et sorties de l’établissement d’élevage (section 2). Le marquage par transpondeur à radiofréquences est obligatoire (article 3, annexe 1, 3.1). Chaque individu ainsi identifié détenu en captivité doit être enregistré au fichier national d’identification (article 7) par téléservice sur le site de l'IFAP (Identification de la faune sauvage protégée).
Certains parcs animaliers (membres de l’Association française des parcs zoologiques), autorisés à présenter et élever des cistudes, peuvent participer à des programmes de réintroduction de la cistude ; ainsi la Réserve zoologique de la Haute-Touche (un parc zoologique proche du Parc naturel régional de la Brenne) a obtenu en 2015 la naissance de 120 cistudes, destinées à repeupler des zones marécageuses bordant le lac du Bourget en Savoie (où elle n'est plus présente depuis la fin des années 1800). Ces animaux s'ajouteront à une centaine de cistudes déjà réintroduites en Savoie (dont une soixantaine en 2014), en lien avec le Conservatoire des espaces naturels de Savoie. En 2015, il y aurait ainsi entre 150 et 300 cistudes en Savoie. Un programme de réintroduction est en cours en Alsace, conduit par la Réserve naturelle de la petite Camargue alsacienne et le Conseil départemental du Bas-Rhin ; cependant à cette occasion la question de l'indigénat a été posée (absence de preuve) et par là même le bien fondé de cette introduction,. Pour permettre la préservation de cette tortue, le Conseil départemental du Gers, conjointement avec l'ONF et le comité de gestion des espaces naturels sensibles, vont aménager la forêt de Sérilhac à partir du printemps 2025, pour créer des zones sans public. Ces zones permettront aux tortues de se développer sans subir les perturbations des activités humaines (baignade, camping sauvage, chiens en liberté).

### Suisse
La cistude a disparu de Suisse au début du XXe siècle, elle est en voie de réintroduction depuis 2010. Les zones humides ayant fortement régressé au cours des deux derniers siècles en Suisse, les populations de cistudes ont disparu de plusieurs régions.
Elle figure toujours sur la liste rouge des reptiles menacés de Suisse.

## Publications originales
- Eichwald, 1831 : Zoologia specialis, quam expositis animalibus tum vivis, tum fossilibus potissimuni rossiae in universum, et poloniae in specie, in usum lectionum publicarum in Universitate Caesarea Vilnensi. Zawadski, Vilnae, vol. 3, p. 1-404 (texte intégral).
- Fritz, Baran, Budak & Amthauer, 1998 : Some notes on the morphology of Emys orbicularis in Anatolia, especially on E. o. luteofusca and E. o. colchica, with the description of a new subspecies from southeastern Turkey in Fritz, Joger, Podloucky & Servan, 1998 : Proceedings of the EMYS Symposium Dresden 96. Mertensiella, vol. 10, p. 103–122.

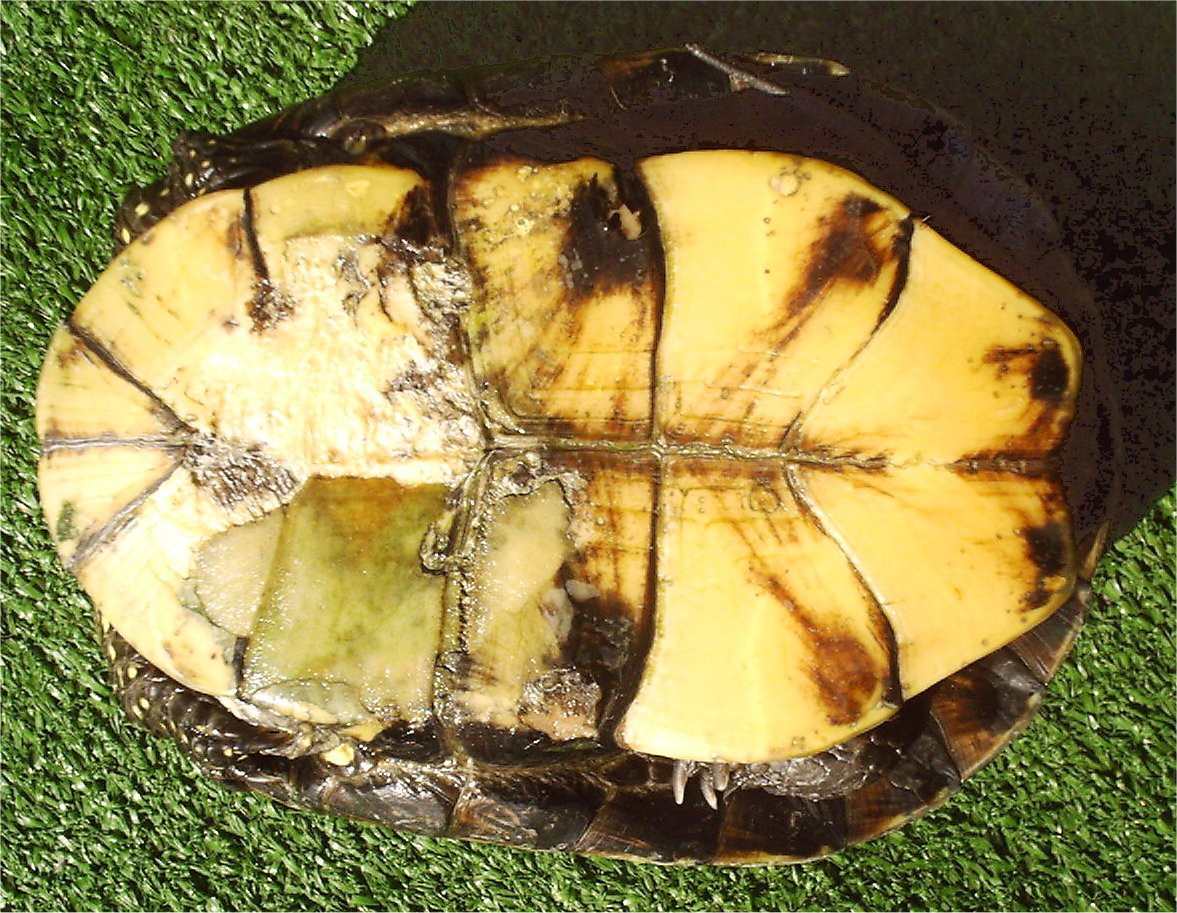
Carapace (Dessous)

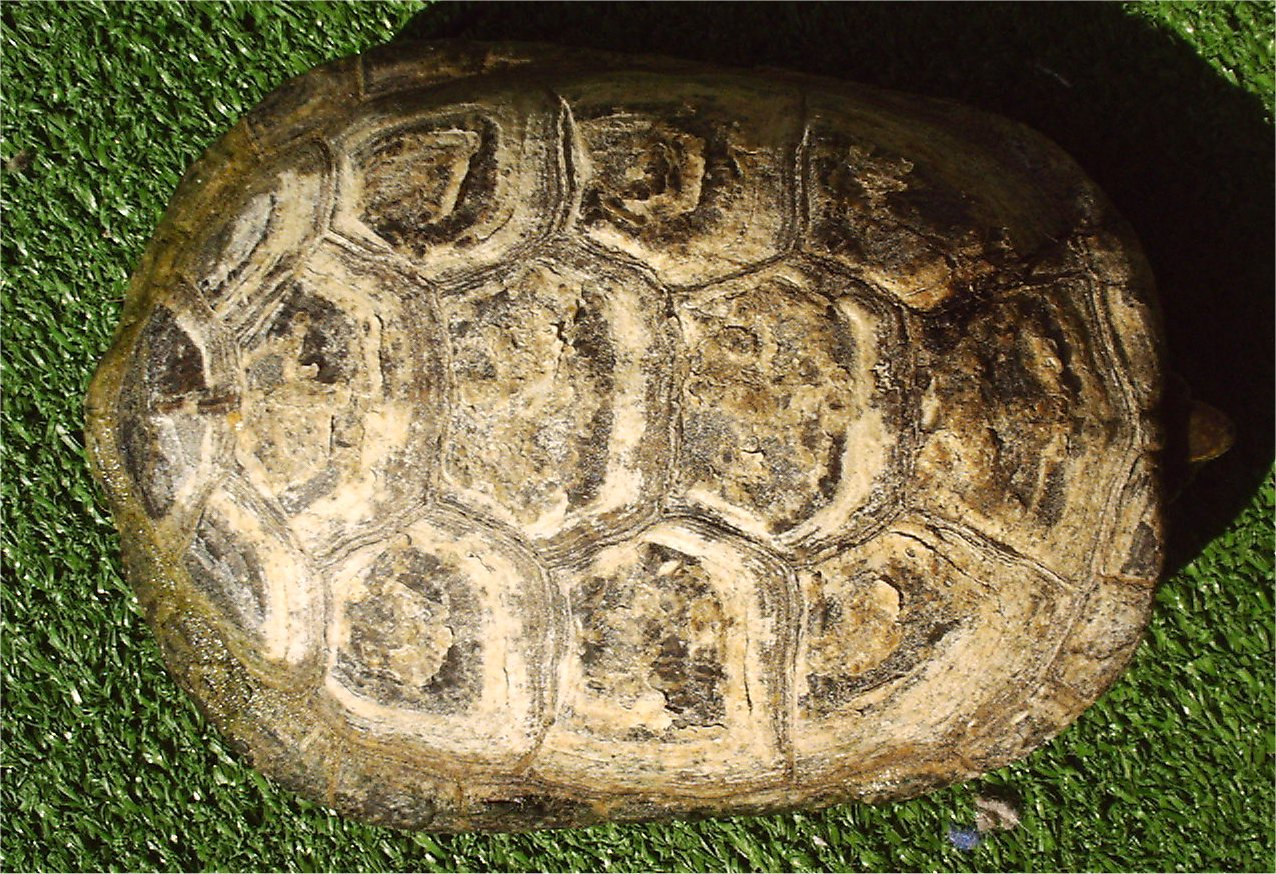
Carapace (Dessus)

- Fritz, 1993 : Zur innerartlichen Variabilität von Emys orbicularis (Linnaeus, 1758). 3. Zwei neue Unterarten von der Iberischen Halbinsel und aus Nordafrika, Emys orbicularis fritzjuergenobsti subsp. nov. und E. o. occidentalis subsp. nov. (Reptilia, Testudines: Emydidae). Zoologische Abhandlungen, Staatliches Museum für Tierkunde Dresden, vol. 47, no 11, p. 131–155.
- Fritz, 1995 : Zur innerartlichen Variabilität von Emys orbicularis (Linnaeus, 1758). 5a. Taxonomie in Mittel–Westeuropa, auf Korsika, Sardinien, der Apenninen–Halbinsel und Sizilien und Unterartengruppen von E. orbicularis (Reptilia: Testudines: Emydidae). Zoologische Abhandlungen, Staatliches Museum für Tierkunde Dresden, vol. 48, no 13, p. 185–242.
- Jesu, Piombo, Salvidio, Lamagni, Ortale & Genta, 2004 : Un nuovo taxon di testuggine palustre endemico della Liguria occidentale: Emys orbicularis ingauna n. ssp. (Reptilia, Emydidae). Annali del Museo civico di storia naturale Giacomo Doria, vol. 96, p. 133–192 (texte intégral).
- Linnaeus, 1758 : Systema naturae per regna tria naturae, secundum classes, ordines, genera, species, cum characteribus, differentiis, synonymis, locis, ed. 10 (texte intégral).
- Valenciennes, 1832 : [Cistuda hellenica] in Bibron & Bory de Saint-Vincent, 1832 : Vertébrés à sang froid. Reptiles et poissons in Geoffroy Saint-Hilaire, 1833 : Expédition Scientifique de Morée, vol. 3, part. 1, p. 57-65.